# ひずみエネルギー
ひずみエネルギー (Strain energy) とは弾性体に外力が仕事をした場合、弾性体に蓄えられるエネルギー。単軸引張状態では、応力σ、ひずみεが生じている体積V の物体に蓄えられるひずみエネルギーU は、
{\displaystyle U=\int _{V}\left(\int _{0}^{\epsilon }\sigma d\epsilon \right)dV=\int _{V}\left({\frac {1}{2}}\sigma \epsilon \right)dV}
となる。

## 棒材のひずみエネルギー
全長 {\displaystyle l} の弾性体に作用する外力やモーメントを、軸力 {\displaystyle N} 、曲げモーメント {\displaystyle M} 、せん断力 {\displaystyle Q} とすると、ヤング係数 {\displaystyle E} 、断面積 {\displaystyle A} 、断面二次モーメント {\displaystyle I} 、せん断弾性係数 {\displaystyle G} 、形状係数 {\displaystyle \kappa } の部材に蓄えられるひずみエネルギー {\displaystyle U} は、
{\displaystyle U={1 \over 2}\int _{l}{N^{2} \over EA}\,dx+{1 \over 2}\int _{l}{M^{2} \over EI}\,dx+{1 \over 2}\int _{l}{\kappa Q^{2} \over GA}\,dx}
で与えられる。

### トラス
トラス構造では、主に作用するのは軸力なので、部材数 m の場合
{\displaystyle U={1 \over 2}\sum _{k=1}^{m}{N_{k}^{2}l_{k} \over E_{k}A_{k}}}

### 梁
梁構造では、主に作用するのは曲げモーメントとせん断力であるから、
{\displaystyle U={1 \over 2}\int _{l}{M^{2} \over EI}\,dx+{1 \over 2}\int _{l}{\kappa Q^{2} \over GA}\,dx}

## 補足ひずみエネルギー
次式で定義されるUC を、補足ひずみエネルギーまたはコンプリメンタリひずみエネルギー（complementary strain energy）という。
{\displaystyle U_{\mathrm {C} }=\int _{V}\left(\int _{0}^{\epsilon }\epsilon d\sigma \right)dV}
上式の括弧の中は補足ひずみエネルギー密度関数と呼ばれる。線形弾性体では UC = U であるが、高分子などの非線形弾性体では両者は異なる。

## 関連文献
- 荒井政大「やさしい材料力学 第12回（最終回）：ひずみエネルギー」『日本機械学会誌』第122巻第1213号、日本機械学会、2019年、36-37頁、doi:10.1299/jsmemag.122.1213_36。